# Regierungsbezirk Rheinhessen-Pfalz
| Regierungsbezirk Rheinhessen-Pfalz                              | Regierungsbezirk Rheinhessen-Pfalz |
| --------------------------------------------------------------- | ---------------------------------- |
| Bestandszeitraum                                                | 1968–1999                          |
| Zugehörigkeit                                                   | Rheinland-Pfalz                    |
| Verwaltungssitz                                                 | Neustadt an der Weinstraße         |
| Anzahl Gemeinden                                                | 637 (1995)                         |
| Fläche                                                          | 6.851,42 km² (1995)                |
| Einwohner                                                       | 1.976.995 (1995)                   |
| Bevölkerungsdichte                                              | 289 Einw./km²                      |
| Lage des Regierungsbezirks Rheinhessen-Pfalz in Rheinland-Pfalz |                                    |
|                                                                 |                                    |

Der Regierungsbezirk Rheinhessen-Pfalz war von 1968 bis Ende 1999 einer der drei Regierungsbezirke von Rheinland-Pfalz, gelegen im Süden des Landes. Er entstand durch Vereinigung der 1946 bei der Bildung des Landes Rheinland-Pfalz eingerichteten Regierungsbezirke Rheinhessen (Sitz in Mainz) – linksrheinisches ehemals zum Großherzogtum bzw. Volksstaat Hessen gehörendes Gebiet – und Pfalz (Sitz in Neustadt an der Weinstraße) – der ehemaligen Pfalz (Bayern).
Rheinhessen-Pfalz umfasste 10 kreisfreie Städte und 10 Landkreise.
Mit der Umstrukturierung der Landesverwaltung zum 1. Januar 2000 wurden die Regierungsbezirke in Rheinland-Pfalz aufgelöst und die Bezirksregierungen in die Aufsichts- und Dienstleistungsdirektion (ADD) bzw. Struktur- und Genehmigungsdirektionen (SGD) Nord und Süd überführt, die nunmehr für bestimmte Aufgabenbereiche und nicht mehr für alle Aufgaben innerhalb ihres bisherigen Bezirks zuständig sind. Ihre räumlichen Zuständigkeiten erstrecken sich daher teilweise auch auf das ganze Land. Der engere Zuständigkeitsbereich der SGD Süd entspricht dem Gebiet des früheren Regierungsbezirks Rheinhessen-Pfalz.

## Ehemalige Verwaltungsgliederung 1999
| Landkreise | Kreisfreie Städte |
| --- | --- |
| 1. Alzey-Worms 2. Bad Dürkheim 3. Donnersbergkreis 4. Germersheim 5. Kaiserslautern 6. Kusel 7. Ludwigshafen 8. Mainz-Bingen 9. Südliche Weinstraße 10. Südwestpfalz | 1. Frankenthal (Pfalz) 2. Kaiserslautern 3. Landau in der Pfalz 4. Ludwigshafen am Rhein 5. Mainz 6. Neustadt an der Weinstraße 7. Pirmasens 8. Speyer 9. Worms 10. Zweibrücken |

## Regierungspräsidenten
- 1968–1983: Hans Keller
- 1983–1991: Paul Schädler (CDU)
- 1991–1999: Rainer Rund (SPD)

## Statistik
Für Zwecke der Amtlichen Statistik der Europäischen Union ist in den Grenzen des ehemaligen Regierungsbezirks Rheinhessen-Pfalz die NUTS-Region DEB3 Rheinhessen-Pfalz eingerichtet worden.